# Ayumu Yokoyama
Ayumu Yokoyama (japanisch 横山 歩夢 Yokoyama Ayumu; * 4. März 2003 der Präfektur Tokio) ist ein japanischer Fußballspieler.

## Karriere
Ayumu Yokoyama erlernte das Fußballspielen in der Jugendmannschaft des FC Tucano und in der Schulmannschaft der Tokai University Takanawadai High School. Seinen ersten Profivertrag unterschrieb er im Februar 2021 beim Matsumoto Yamaga FC. Der Verein aus Matsumoto, einer Stadt in der Präfektur Nagano im Zentrum von Honshū, der Hauptinsel von Japan, spielte in der zweiten japanischen Liga, der J2 League. Sein Zweitligadebüt gab Ayumu Yokoyama am 28. Februar 2021 im Auswärtsspiel gegen den Renofa Yamaguchi FC. Hier wurde er in der 58. Minute für Kunitomo Suzuki eingewechselt. Nach Ende der Saison 2021 belegte er mit dem Verein aus Matsumoto den letzten Tabellenplatz und musste in die dritte Liga absteigen. Für Matsumoto spielte er noch ein Jahr in der dritten Liga. Nach insgesamt 45 Ligaspielen und elf geschossenen Toren, unterschrieb er zu Beginn der Saison 2023 im Januar 2023 in Tosu einen Vertrag beim Erstligisten Sagan Tosu. Nach 41 Ligaspielen, in denen er fünf Treffer erzielte, wechselte er für eine Ablösesomme von 1 Million Euro zum englischen Drittligisten Birmingham City. Nach zehn Ligaspielen wurde er im Februar 2025 an die zweite Mannschaft des belgischen Erstligisten KRC Genk ausgeliehen. Nach Ablauf der Saison verpflichtete Genk ihn fest, um ihn im Erstligateam einzusetzen.

## Sonstiges
Ayumu Yokoyama ist der Sohn von Hirotoshi Yokoyama und der Bruder von Yumeki Yokoyama.